# Constantino Micalvi
Constantino Micalvi (? - Chancay, 13 de septiembre de 1880) fue un marinero de origen griego al servicio de la Armada de Chile, caído en combate durante la Guerra del Pacífico.

## Guerra del Pacífico
Ingresó al servicio de la Armada de Chile con el grado de "Marinero 1°" el 3 de noviembre de 1877 y se le destinó a la Corbeta Esmeralda, en la que asumió como Contramaestre 1°, cuando se vislumbraba el conflicto con Bolivia.

### Combate Naval de Iquique

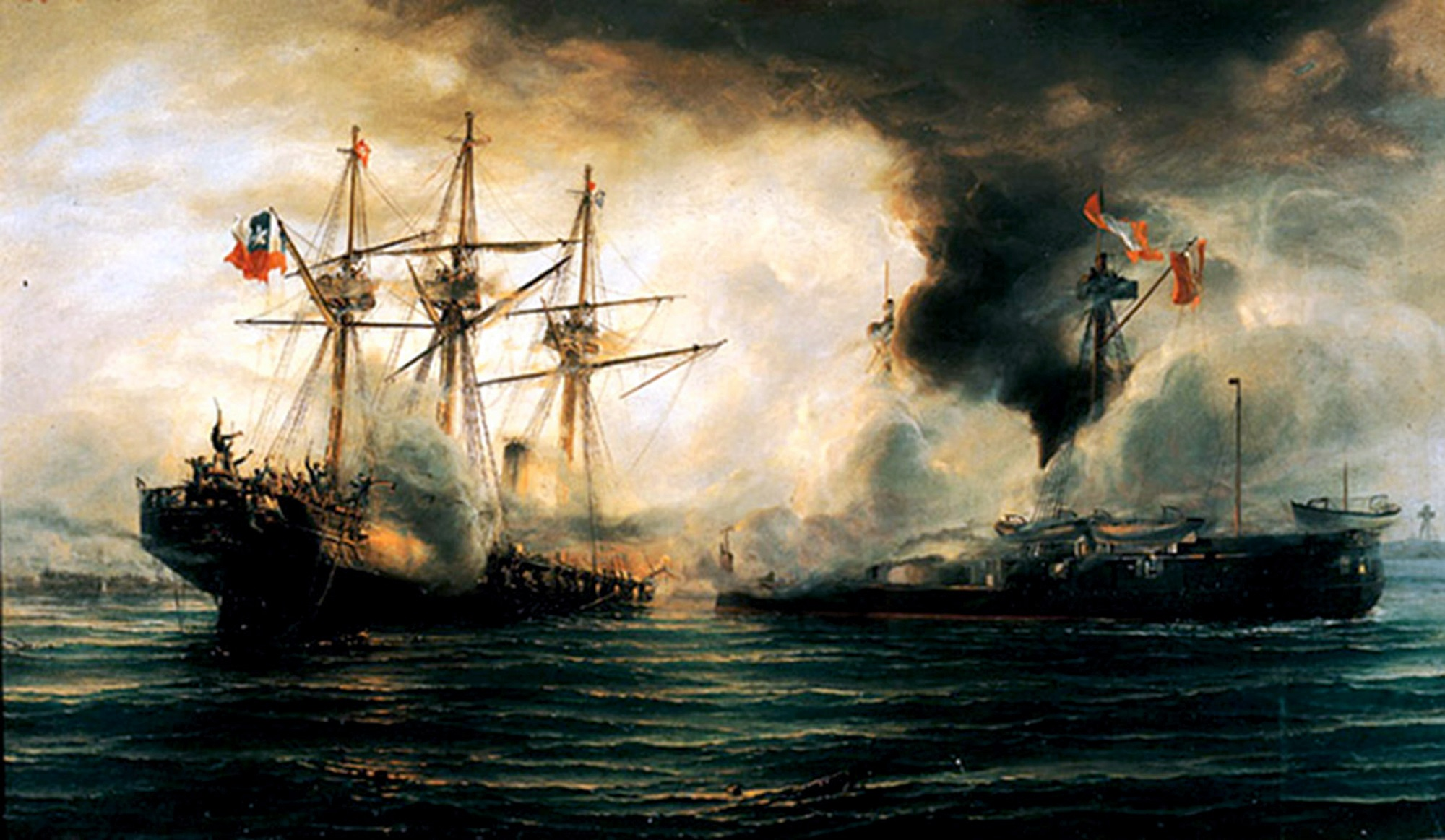
Combate Naval de Iquique

Tomó parte activa en el más célebre de los combates navales que viera Chile durante la Guerra del Pacífico, entre la vieja corbeta "Esmeralda" y el monitor "Huascar". Milcalvi fue uno de los náufragos recogidos por el "Huascar" y llevados a la Aduana de Iquique, donde estuvo prisionero, junto a la tripulación sobreviviente. Cuando el Comandante Juan José Latorre Benavente tomó la ciudad de Iquique, el 22 de noviembre de 1879, luego que ésta había sido abandonada por sus autoridades y su guarnición, a raíz de la derrota Perú-boliviana en la batalla de Dolores, Milcavi junto a los tripulantes de la "Esmeralda" fueron recibidos con honores por la dotación del blindado "Cochrane" y poco después embarcados en la capturada "Pilcomayo" hacia el puerto de Valparaíso.

### Hundimiento de la Covadonga
Durante 1880 el Contramaestre Milcavi asumió el mismo cargo en la Goleta Covadonga, siendo su Comandante Pablo S. de Ferrari. Encontrándose ésta, en la ensenada de Chancay al norte del Callao, en acciones de reconocimiento de un puente de ferrocarril, que su Comandante se proponía destruir para impedir el tráfico de trenes a Lima, se aproximó a la playa concentrando el fuego sobre lanchas y botes fondeados cerca del muelle del puerto.
Un pequeño botecito (que resultó ser un brulote), se liberó del cañoneo, el cual ocasionó la muerte del Contramaestre Constantino Micalvi y el hundimiento de la Covadonga.

## Homenajes

### Epónimos
- La Escuela de Maniobras de la Armada de Chile lleva el nombre de "Contramaestre Constantino Micalvi"
- El Paso Micalvi en la costa exterior al sur del canal Beagle que queda entre la costa este de la isla Bertrand y la península Señoret de la costa sur de la isla Navarino. Comunica el seno Grandi con la bahía Nassau. Tiene 2,4 nmi de largo. Su curso está cubierto por varias islas e islotes que dificultan su navegación, haciéndola complicada y peligrosa.[4]
- La escuela rural de la localidad El Manzano en la comuna de Las Cabras Región de O'Higgins lleva su nombre.